# Maurits Moritz
Maurits Moritz (Namur, ... – ...; fl. XX secolo) è stato un ciclista su strada belga, professionista dal 1911 al 1914.

## Carriera
Corridore adatto alle corse di un giorno, riuscì in carriera ad imporsi in 1 Liegi-Bastogne-Liegi.

## Palmarès

### Strada
- 1913 (una vittoria)

Liegi-Bastogne-Liegi

## Piazzamenti

### Classiche monumento
- Liegi-Bastogne-Liegi

1913: vincitore